# Альбуньюелас

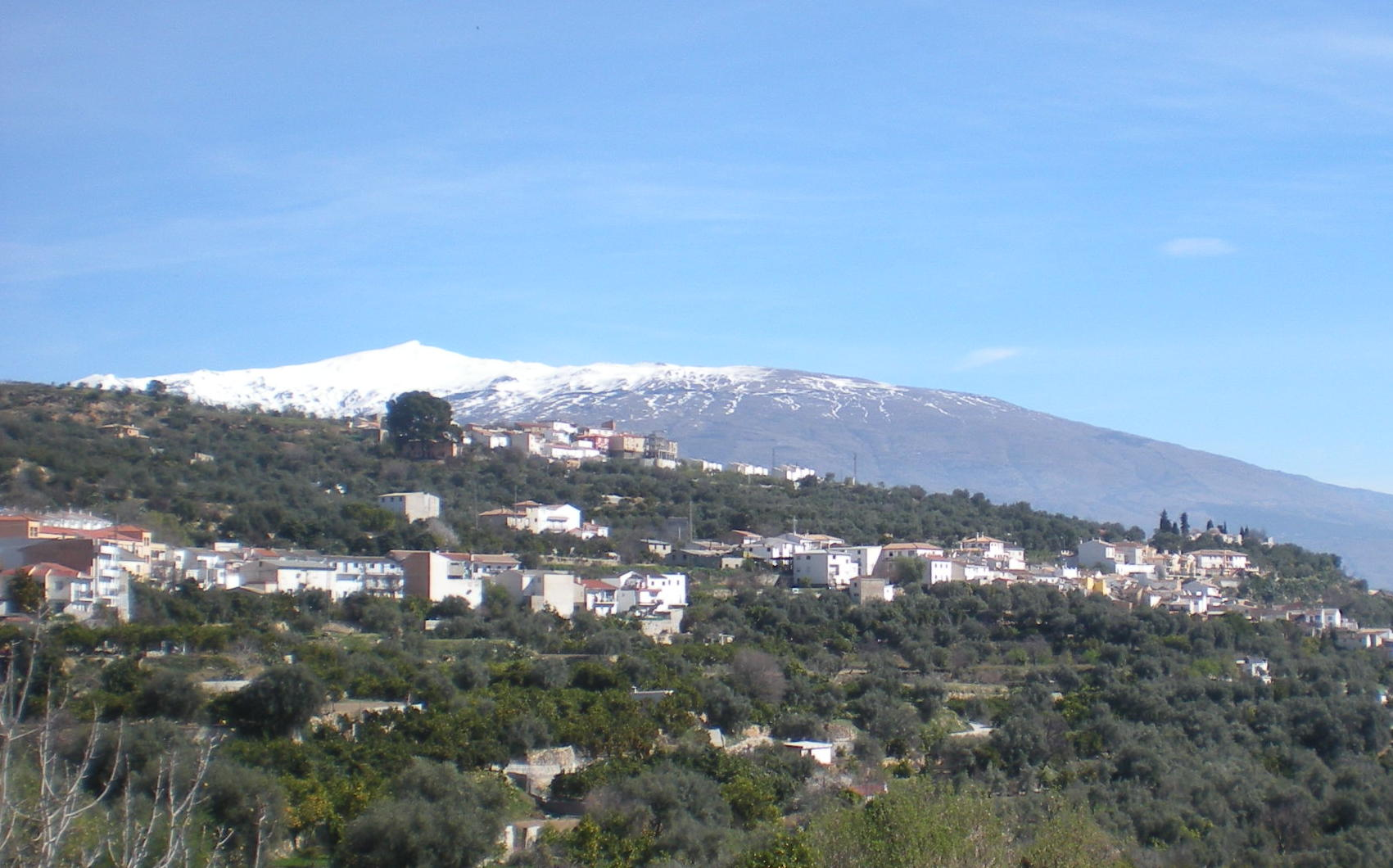
Альбуньюелас (2011)

Альбуньюелас (ісп. Albuñuelas) — муніципалітет в Іспанії, у складі автономної спільноти Андалусія, у провінції Гранада. Населення — 982 особи (2010).
Муніципалітет розташований на відстані близько 390 км на південь від Мадрида, 28 км на південь від Гранади.
На території муніципалітету розташовані такі населені пункти: (дані про населення за 2010 рік)
- Альбуньюелас: 871 особа
- Ла-Лома: 111 осіб

## Демографія
Динаміка населення (INE ):

## Галерея зображень

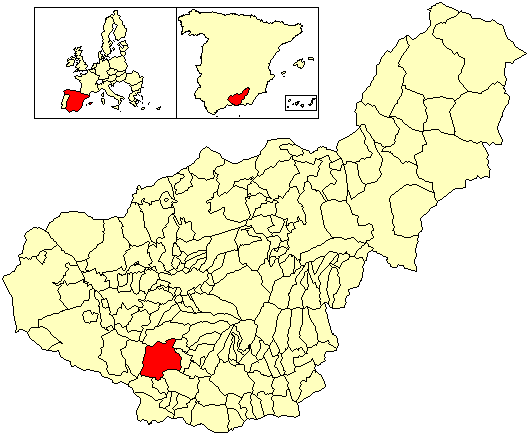
Розташування муніципалітету у провінції Гранада